# Захарівська сільська рада (Світловодський район)
| Захарівська сільська рада — колишній орган місцевого самоврядування у Світловодському районі Кіровоградської області з адміністративним центром у с. Захарівка. 05.02.1965 Указом Президії Верховної Ради Української РСР передано Захарівську сільраду Знам'янського району до складу Кремгесівського району. Сільській раді були підпорядковані населені пункти: - с. Захарівка - с. Аудиторівка - с. Серебряне |

## Склад ради
Рада складалася з 12 депутатів та голови.

### Керівний склад ради
| ПІБ                      | Основні відомості                                                                                                | Дата обрання | Дата звільнення |
| ------------------------ | --- | ------------ | --------------- |
| Валюх Василь Олексійович | Сільський голова, 1957 року народження, освіта, член Всеукраїнського об'єднання 'Батьківщина'                    | 26.03.2006   | 31.10.2010      |
| Шахман Леонід Борисович  | Сільський голова, 1961 року народження, освіта вища, безпартійний                                                | 31.10.2010   | 16.12.2012      |
| Валюх Василь Олексійович | Сільський голова, 1957 року народження, освіта середня спеціальна, член Всеукраїнського об'єднання «Батьківщина» | 16.12.2012   |                 |

Примітка: таблиця складена за даними джерела

## Населення
Згідно з переписом УРСР 1989 року чисельність наявного населення села становила 1248 осіб, з яких 544 чоловіки та 704 жінки.
За переписом населення України 2001 року в селі мешкали 1122 особи.

### Мова
Розподіл населення за рідною мовою за даними перепису 2001 року:
| Мова       | Відсоток |
| ---------- | -------- |
| українська | 93,59 %  |
| російська  | 5,07 %   |
| молдовська | 0,62 %   |
| білоруська | 0,44 %   |
| румунська  | 0,09 %   |
| угорська   | 0,09 %   |